# Balrothery
Balrothery är en ort i republiken Irland.   Den ligger i provinsen Leinster, i den nordöstra delen av landet, 29 km norr om huvudstaden Dublin. Balrothery ligger 40 meter över havet och antalet invånare är 1 866.
Terrängen runt Balrothery är platt. Havet är nära Balrothery åt nordost. Runt Balrothery är det ganska tätbefolkat, med 248 invånare per kvadratkilometer. Närmaste större samhälle är Balbriggan, 2,7 km norr om Balrothery. Trakten runt Balrothery består i huvudsak av gräsmarker.